# Bobby Hackett (Schwimmer)
Bobby Hackett, eigentlich Robert William Hackett Jr. (* 16. August 1959 in Yonkers, New York), ist ein ehemaliger US-amerikanischer Freistilschwimmer.
Er gewann bei Olympia 1976 in Montreal die Silbermedaille über 1500 Meter Freistil und hielt vom 21. Juni 1976 bis 23. März 1979 den Weltrekord über 800 Meter Freistil auf der Langbahn (siehe auch Liste der Schwimmweltrekorde über 800 Meter Freistil). Bobby Hackett ist nicht zu verwechseln und nicht verwandt oder verschwägert mit seinem Namensvetter, dem dreifachen australischen Olympiasieger Grant Hackett.

## Erfolge
Bei den Panamerikanischen Spielen 1975 in Mexiko-Stadt gelang Hackett der erste große internationale Erfolg: Er gewann die 1500 Meter in 15:53,10 min vor Landsmann Paul Hartloff (15:57,32) und dem Brasilianer Djan Madruga (16:30,08). Dazu erkämpfte er sich auch noch Silber über 400 Meter in 4:03,38 hinter Mannschaftskollege Douglas Northway (4:00,51) und vor Djan Madruga (4:06,83).
Bei den Olympischen Spielen 1976 in Montreal sprang für Hackett über 1500 Meter die Silbermedaille in 15:03,91 min heraus hinter dem US-Amerikaner Brian Goodell (15:02,40) und vor dem Australier Stephen Holland (15:04,66).
Zwei Jahre später bei den Schwimmweltmeisterschaften 1978 in Berlin gab es zwei Medaillen: Gold mit der US-Staffel über 4 × 200 Meter (vor der Sowjetunion und der Bundesrepublik Deutschland) und Bronze in 15:23,38 auf seiner Spezialstrecke, den 1500 Metern, hinter dem Russen Wladimir Salnikow (15:03,99) und dem Jugoslawen Borut Petrič (15:20,77).
Bronze über 1500 Meter bei den Panamerikanischen Spielen 1979 im puerto-ricanischen San Juan war dann eines der letzten größeren Erfolgserlebnisse auf internationalen Veranstaltungen.